# Skawina
Skawina je grad u južnoj Poljskoj, u jugozapadnoj okolici Krakova. Administrativno pripada Malopoljskom vojvodstvu te je dio krakovskog kotara, koji obuhvaća neposrednu okolicu Krakova, izuzev samog gradskog područja. Skawina je jedno od gradskih središta krakovske urbane regije.
Prema podacima poljskog Glavnog statističkog zavoda, krajem 2019. godine sam grad nastanjivalo je 24 310 stanovnika, dok je broj stanovnika Općine Skawina bio 43 586.
U povijesti, Skawina je bila posjed benediktinske opatije u obližnjem Tyńcu.

## Etimologija
Naziv grada nastao je prema nazivu rijeke Skawinke koja prolazi kroz samu Skawinu. Pretpostavlja se da su oba naziva svoj korijen našla u staropoljskom izrazu "skać", koji je označavao kretnju, tok. Dodatno, i germanski izraz "skaulon" ima slično značenje - kretati se prema naprijed. Prema tome, naziv je vjerojatno nastao kao opis karaktera rijeke Skawinke, koja se izvija brojnim meandrima.

## Povijest
Prvi tragovi ljudskih nastambi u okolici Skavine prema procjenama potječu iz 5. tisućljeća prije Krista.
Iako je područje naseljeno odavno, prvi pisani tragovi sačuvali su spomen naselja Babice i Pisary u 1229. godini. Spomenuta naselja godine 1364. ukazom kralja Kazimira Velikog ujedinjena su u grad Skawinu. Iste godine u studenom izdan je i pravni dokument kojim se dozvoljava izgradnja župne crkve i pripadajuće joj škole, za čiju je izgradnju zemljište darovao kralj.
Kao i brojna naselja po čitavoj Poljskoj, i Skawina je nastradala prilikom švedske invazije na Poljsku, pri čemu je 1655. godine grad spaljen, zajedno s dvorom kralja Kazimira. Povijest 17. stoljeća zabilježila je i bitnu ulogu Skawine u obrani Beča 1683., kada je poljske snage na putu prema Beču na skavinskom glavnom trgu postrojio kralj Jan III. Sobieski. 
Prilikom podjele poljskih zemalja između susjednih imperija, Skawina je 1772. pripala Habsburškoj monarhiji. Tako je ostalo sve do kraja 1. svjetskog rata, kad nastaje obnovljena poljska država. Kroz 19. stoljeće grad su snašle i brojne katastrofe, počevši od požara 1815. godine u kojem je uništena župna crkva, pa do dviju epidemija kolere 1831. i 1873. godine. Ipak, isto stoljeće donosi i opći društveni i gospodarski napredak, pa se tako 1878. osniva prvo dobrovoljno vatrogasno društvo, a 1886. dovršava se i gradnja željezničke pruge između Krakova i Suche Beskidzke, odnosno Oświęcima. Iste godine počinje s radom i poštanska služba u Skawini. Krajem 19. stoljeća kao vrhunac društvenog razvoja osniva se gimnastičko društvo "Sokół", čije sjedište se gradi na mjestu ruševina kazimirskog dvorca.
Prijelaz s 19. na 20. stoljeće Skawina dočekuje i razvojem industrije. Godine 1900. gradi se rafinerija nafte (s radom prestaje 1932.), a 1910. godine osniva se i tvornica kave Henryka Francka i sinova. Pred sami rat 1939. godine počinje izgradnja tvornice aluminija, koja se otvara tek 1954. godine.
Tijekom 2. svjetskog rata grad je pod kontrolom njemačkih okupatora, a 1942. godine organizirana je deportacija skavinskih Židova u logore smrti, čime je nepovratno uništena židovska zajednica u gradu. Oslobođenje grada nastupa u siječnju 1945. godine, kada su u grad umarširale sovjetske trupe.
Razdoblje komunizma karakterizira izgradnja nekoliko novih gospodarskih i industrijskih pogona, među kojima se ističe termoelektrana s pogonom na kameni ugljen. Osim električne energije i aluminija, značajna je i proizvodnja kave te slatkiša. Brojna industrija utječe na razvoj grada u koji se doseljava mnoštvo novih stanovnika, ali je istovremeno imala i negativan utjecaj na životnu sredinu te kvalitetu zraka i okoliša. Ovaj problem prisutan je u gotovo cijeloj Poljskoj, a Skawina ga pokušava riješiti inicijativama kao što je zabrana grijanja na ugljen od 2022. godine.
Važan trenutak u novijoj povijesti grada je posjeta pape Ivana Pavla II., koji je tijekom svog boravka u domovini 2002. godine zastao u Skawini te blagoslovio grad i njegove dvije župe: stariju župu sv. Šimuna i Jude Tadije, kao i noviju župu Božjeg Milosrđa.

## Gospodarstvo i infrastruktura
Neki od važnijih industrijskih pogona u Skawini danas su:
- Termoelektrana Skawina (Elektrownia CEZ Skawina)
- Grana sp. z o.o. - proizvođač kavovine Inka
- Lajkonik Snacks S.A. - proizvođač slatkiša i grickalica, među ostalima slanih štapića Lajkonik
- NPA Skawina (Nowoczesne Produkty Aluminiowe Skawina) - negdašnja tvornica aluminija
- Valeo - podružnica francuskog proizvođača automobilskih dijelova
- Bahlsen - podružnica njemačkog proizvođača slatkiša

Osim toga, poslovna zona se sve više razvija te se grade brojna skladišta i logistički centri, budući da Skawina ima poprilično dobru prometnu povezanost.
Grad je smješten uz autocestu A4, dio europskog pravca E40, koja funkcionira i kao obilaznica Krakova, a tvori glavni smjer koji povezuje zapad i istok Poljske, odnosno Njemačku i Ukrajinu.
Kroz samu Skawinu prolazi državna cesta 44, koja od 2022. godine tvori sjevernu obilaznicu grada. Ostale ceste su regionalnog i lokalnog karaktera.
U središtu grada nalazi se željeznički kolodvor, a u ostalim dijelovima grada nalaze se i željeznička stajališta Skawina Zachodnia, Podbory Skawińskie te Skawina Jagielnia. Skawina je povezana sa središtem Krakova regionalnim željezničkim linijama SKA, a tu su također i vlakovi Polregio.
Lokalni putnički prijevoz vrši krakovski gradski prijevoznik MPK, koji autobusnim linijama povezuje Skawinu s tramvajskim okretištima u Krakovu. Osim toga, postoje i lokalne autobusne linije koje Skawinu povezuju s okolnim selima.

## Kultura i sport
U Skawini djeluje gradska institucija Centar kulture i sporta, osnovan 1992. godine. Centar provodi kulturne, sportske, rekreativne i turističke djelatnosti na području općine. Osim toga, upravlja objektima palače "Sokół", sportske dvorane, rekreacijskog centra "Gubałówka" i gradskog stadiona.
U gradu su na raspolaganju zatvoreni bazen Camena kao i otvoreni bazeni u sklopu rekreacijskog centra "Gubałówka".
U samom gradskom središtu, nedaleko glavnog trga, nalazi se gradski park, nastao uz staro korito rijeke Skawinke. U parku se nalazi palača "Sokół", na čijem je mjestu stoljećima ranije stajao dvorac kralja Kazimira Velikog. U spomen na tu činjenicu pred palačom je podignut spomenik kralju. Park okružuju dom zdravlja, vrtić, osnovna škola i hotel, a sa zapadne strane i današnji tok Skawinke.

## Sakralne građevine
Rimokatoličke crkve:
- Župna crkva sv. apostola Šimuna i Jude Tadije, građena 1720.-1826., nastala na mjestu ranije crkve iz 1364. godine
- Župna crkva Božjeg Milosrđa, Skawina-Ogrody, građena 1982.-1995., posvećena 2007. godineŽupna crkva Božjeg Milosrđa u Skawini
- Crkva Pohoda Blažene Djevice Marije, poznata i kao "mala crkvica", s prijelaza sa 17. na 18. stoljeće, u baroknom stilu

Obje katoličke župe dio su skavinskog dekanata Krakovske nadbiskupije.
Pravoslavne liturgije služe se povremeno u rimokatoličkoj filijalnoj crkvi Pohoda BDM.
Židovska zajednica izgradila je 1894. godine sinagogu Chewra Thilim. Uz samu sinagogu, izgrađen je i heder (židovska škola), stan za rabina, kao i mikve - kupelj za ritualno pranje. Uništena je tijekom Drugog svjetskog rata. Po završetku rata, korištena je kao gradsko kupalište, zatim kao skladište, a nakon obnove kao uredski prostor.